# Крокфорд, Дуглас
Дуглас Крокфорд (англ. Douglas Crockford; род. 1955) — американский программист. Известен как постоянный участник развития языка JavaScript, создатель текстового формата обмена данными JSON (JavaScript Object Notation) и автор различных связанных с JavaScript инструментов, таких как статический анализатор JSLint и минификатор JSMin.

## Образование
В 1975 году окончил Университет штата Калифорния в Сан-Франциско.

## Карьера
Крокфорд купил 8-разрядный компьютер Atari в 1980 году и написал игру Galahad and the Holy Grail для Atari Program Exchange (APX). Благодаря этому он был принят на работу в компанию Atari.
После того как Warner Communications продала компанию, он перешёл на работу в National Semiconductor. В 1984 году Крокфорд устроился на работу в Lucasfilm, а затем в Paramount Pictures.
Вместе с Рэнди Фармером и Чипом Морнингстаром Крокфорд основал компанию Electric Communities и был её генеральным директором с 1994 по 1995 год. Принимал участие в разработке языка программирования Е.
Крокфорд был основателем компании State Software (также известной как Veil Networks) и её техническим директором с 2001 по 2002 год.
Во время своей работы в State Software Крокфорд разработал текстовый формат обмена данными JSON, основанный на существующих конструкциях языка JavaScript, как облегчённую альтернативу XML. Он зарегистрировал доменное имя json.org в 2002 году и опубликовал на нём описание данного формата. В июле 2006 года вышла официальная спецификация формата как RFC 4627.